# Салангана малазійська
Саланга́на малазійська (Aerodramus maximus) — вид серпокрильцеподібних птахів родини серпокрильцевих (Apodidae). Мешкає в Південно-Східній Азії.

## Опис
Довжина птаха становить 14 см, вага 14-21 г. Довжина крила становить 126-135 мм, довжина хвоста становить 50-58 мм. Хвіст виїмчастий, глибина виріза становить 11-15% довжини хвоста.
Верхня частина голови. включно з тіменем, переважно чорнувато-бурі, блискучі. Надхвістя дещо блідіше, однак у деяких птахів майже не відрізняється від решти верхньої частини тіла. Нижня частина тіла світліша, сіра, горло більш світле, темні стрижні пер на грудях формують смугастий візерунок, нижні покривні пера хвоста темно-сірі зі світлими краями. Верхня сторона крил рівномірно чорна, блискуча, крайні махові пера найбільш темні і блискучі. Нижня сторона крил бліда, контрастує з більш темними другорядними і третьорядними нижніми покривними перами крил. Виду не притаманний статевий диморфізм.
В польоті птахи видають пронизливі голосові сигнали, також вони використовують короткі тріскучі звуки для ехолокації в печерах.

## Підвиди
Виділяють три підвиди:
- A. m. maximus (Hume, 1878) — перешийок Кра, Малайський півострів, південно-східний В'єтнам;
- A. m. lowi (Sharpe, 1879) — Суматра і сусідні острови, північний і західний Калімантан, Ява;
- A. m. tichelmani (Stresemann, 1926) — південно-східний Калімантан.

## Поширення і екологія

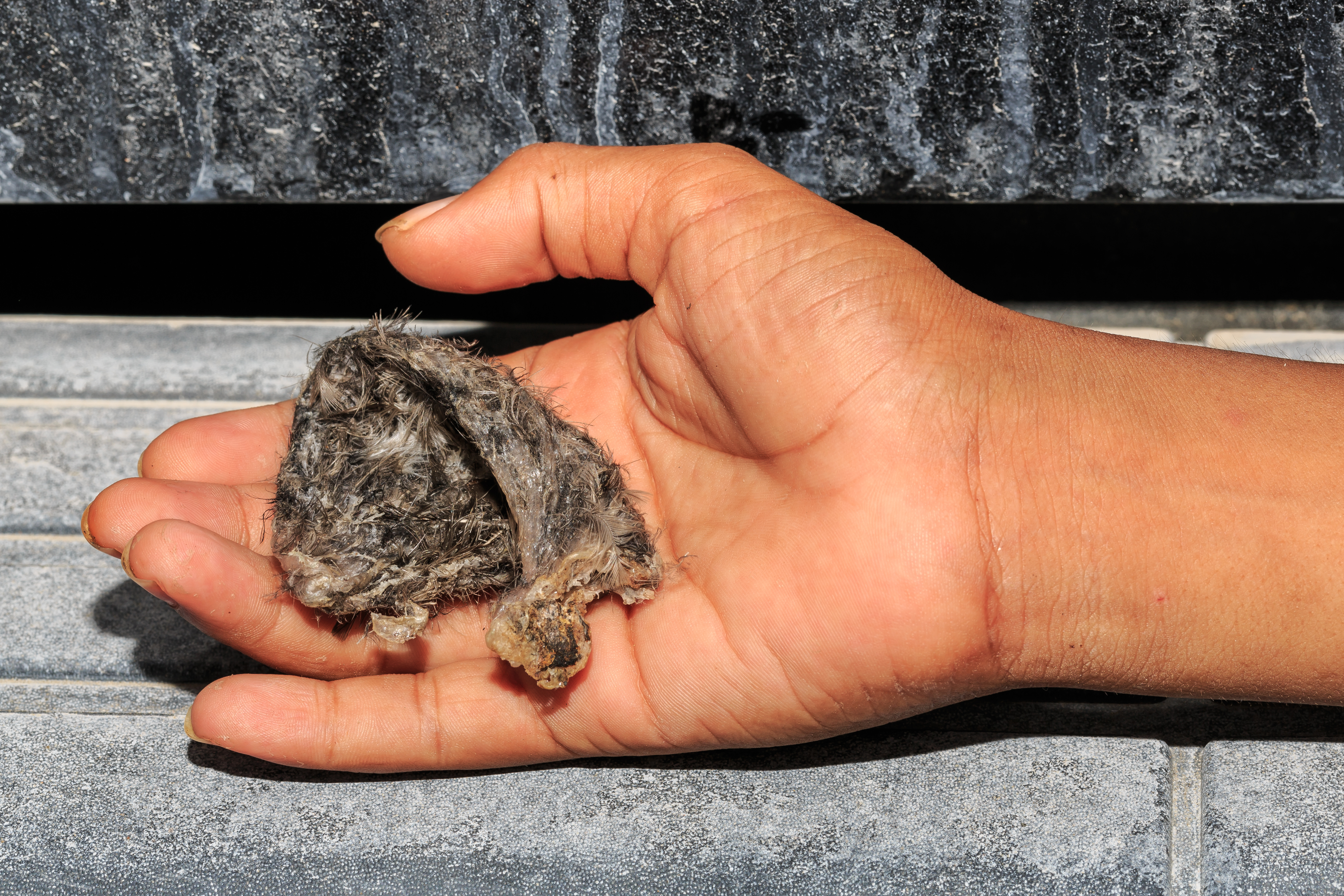
Гніздо малазійської салангани

Малазійські салангани мешкають в М'янмі, Таїланді, В'єтнамі, Малайзії, Індонезії і Брунеї. Вони живуть переважно у відкритих місцевостях, іноді в густих тропічних лісах, на висоті до 1830 м над рівнем моря. Ведуть переважно присмерковий спосіб життя, є найбільш активними на світанку і в сутінках. Формують великі зграї, часто разом з іншими серпокрильцями. Живляться комахами, яких ловлять в польоті. Раціон майже на 90% складається з перетинчастокрилих, а також з двокрилих, рівнокрилих, твердокрилих і павукоподібних.
Малазійські салангани гніздяться в печерах, формують великі колонії. Початок сезону розмноження у них різниться в залежності від регіону. В печерах Ніах на північному заході Калімантану гніздування відбувається з вересня по квітень, а в печерах Гомантонг на східному узбережжі Калімантана з лютого по вересень. Гніздо робиться з пір'я і слини, рослинний матеріал при його побудові не використовується. В деяких країнах Азії воно вважається делікатесом. Гніздо будується парою птахів по черзі, його побудова гнізда триває від 35 до 117 днів, переважно вночі. Для побудови гнізда птахи виккористовують до 700 пір'їн, переважно контурних. В кладці одне біле яйце розміром 23,7×16,2 мм. Інкубаційний період триває 24-32 дні, насиджують і самиці, і самці. Пташенята покидають гніздо через 52-65 днів після вилуплення.